# Thomas Boleyn

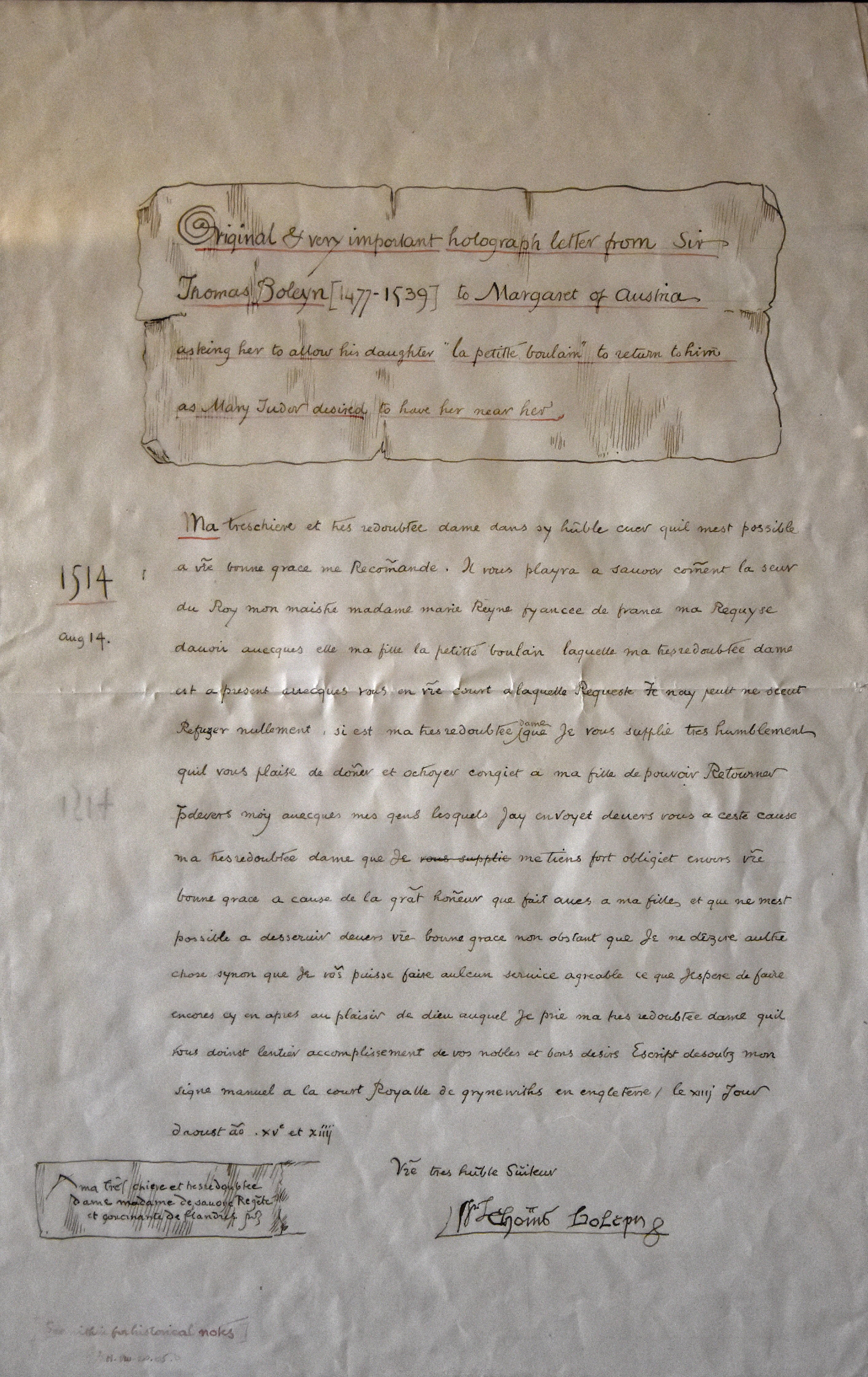
Brief van Thomas Boleyn aan Margaretha van Oostenrijk waarin hij zijn dochter Anna, die aan Margaretha's hof verbleef, terugroept

Thomas Boleyn (?, ca. 1477 – Hever Castle (Kent), 12/13 maart 1538/1539) was een Engels diplomaat en politicus tijdens de regering van Hendrik VIII. Hij was een zoon van William Boleyn en Margaretha Butler.

## Leven
Intelligent en welbespraakt werd Thomas Boleyn in 1512 op zijn eerste diplomatieke missie gestuurd, naar de Nederlanden. Van 1518 tot 1521 was hij ambassadeur in Frankrijk, aan het hof van koning Frans I.
Thomas Boleyn was een erg ambitieus man. Hij offerde zelfs zijn familie op om macht te krijgen. Zo liet hij toe dat zijn dochters Maria en Anna maîtresses waren van Hendrik VIII. In 1529 werd hij naar paus Clemens VII gezonden om steun te zoeken voor de scheiding tussen Hendrik VIII en Catharina van Aragon, ten faveure van zijn dochter Anna.
Thomas’ ambitie ging zelfs zo ver dat hij de aanklachten tegen zijn kinderen George en Anna liet onderzoeken en instemde met hun vonnis. Na hun executie moest hij zich terugtrekken uit het openbare leven en trok zich terug op zijn landgoed Hever Castle. Daar overleed hij rond 1539 en werd er ook begraven.

## Titels
Thomas Boleyn werd in 1523 benoemd tot ridder in de Orde van de Kousenband. In 1525 werd hij beleend met de titel burggraaf Rochford. In 1529 volgden de titels graaf van Wiltshire en graaf van Ormonde. Hierdoor kreeg zijn zoon George de titel burggraaf Rochford, en nam als lord Rochford in 1533 zitting in het parlement. Na Thomas’ dood vervielen zijn titels aan de kroon.

## Huwelijk en kinderen
Thomas huwde rond 1500 met Elizabeth Howard († 1538), dochter van Thomas Howard, 2de hertog van Norfolk. Zij kregen vijf kinderen:
- George, burggraaf Rochford
- Maria, maîtresse van Hendrik VIII van Engeland en van Frans I van Frankrijk
- Anna, vrouw van Hendrik VIII
- Thomas (jong gestorven)
- Hendrik (jong gestorven)